# Nesolestes radama
Nesolestes radama – gatunek ważki z rodziny Argiolestidae.
Owad ten jest endemitem Madagaskaru.